# Schrotturm Gailitz

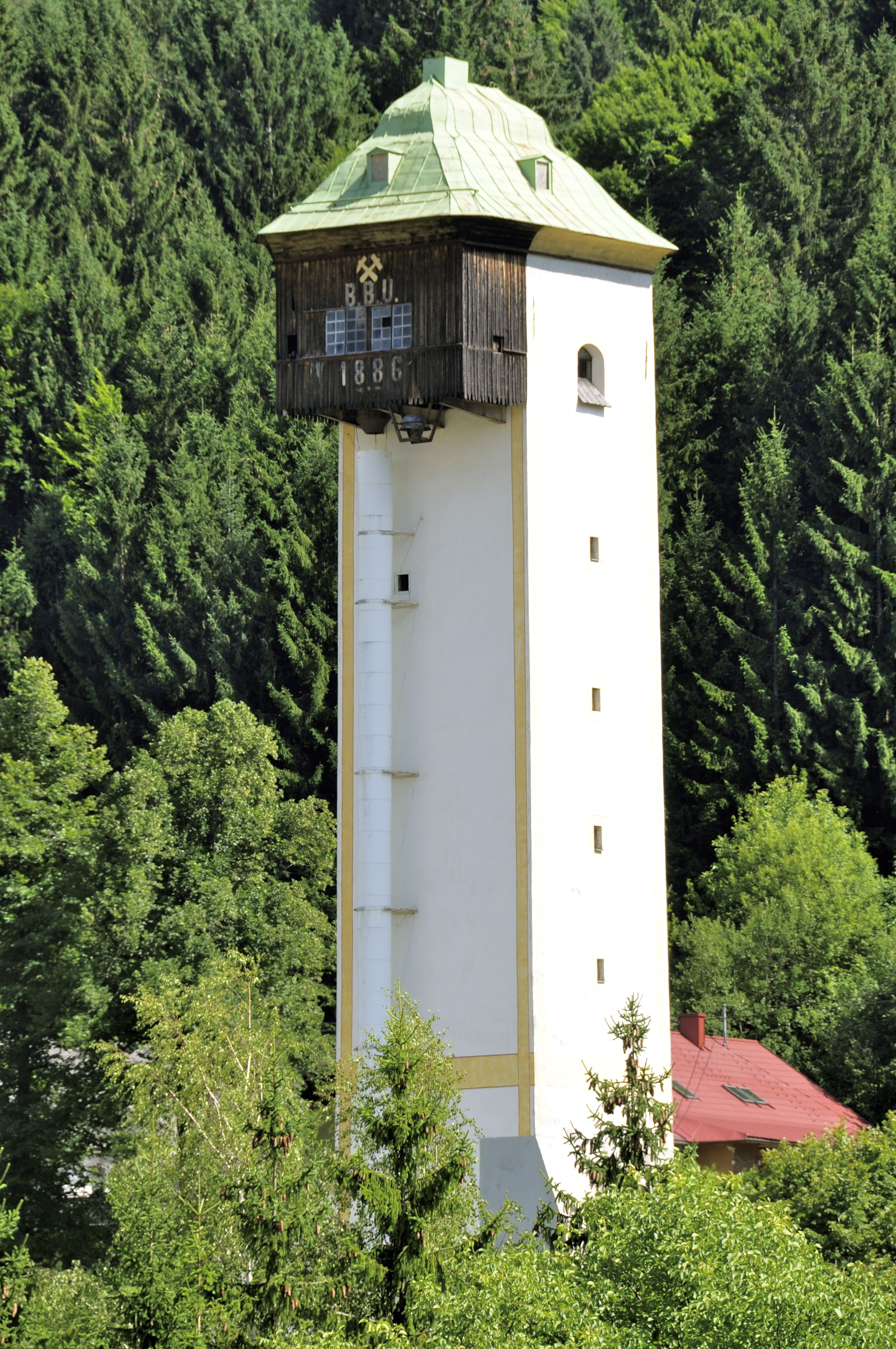
Schrotturm Gailitz

Der Schrotturm Gailitz bzw. Schrotturm Arnoldstein ist ein Schrotturm in Arnoldsteiner Ortsteil Gailitz. Er steht auf den Resten der Fuggerau.
1814 errichtete der Bleihändler Simon Wallner auf den Resten der frühindustriellen fuggerschen Anlagen einen 25 m hohen hölzernen Schrotturm. Wallner hatte das Verfahren in England kennengelernt. Diese erste Schrotfabrik in Österreich produzierte 1817 etwa 199 t Schrot und 1818 rund 255 t. 1830 ersetzte Wallner die Anlage durch eine 57 m hohe gemauerte. Diese gelangte 1880 an die Bleiberger Bergwerks Union (BBU). Die BBU modernisierte die Anlage mehrfach und stellte sie erst 1974 als letzten Schrotturm Österreichs ein. Seit 1978 ist die Anlage bescheidlich denkmalgeschützt.